# Iker Guarrotxena
Iker Guarrotxena Vallejo (Bilbao, 6 de diciembre de 1992), más conocido como Guarrotxena, es un futbolista español que juega como delantero en el F. C. Goa de la Superliga de India.

## Trayectoria
Nacido en Bilbao, aunque se crio en la localidad de Guecho de Vizcaya, se formó en las categorías inferiores del Athletic Club desde 2003. Tras anotar 11 goles en 34 partidos en la 2013-14 con el Bilbao Athletic, fue convocado por el entrenador del primer equipo, Ernesto Valverde, para varios amistosos del primer equipo. En la temporada 2014-2015 se incorporó al C. D. Tenerife mediante una cesión de una temporada. Para la temporada 2015-2016 volvió al Bilbao Athletic, que había ascendido a Segunda División. Anotó cuatro goles, aunque el equipo acabó perdiendo la categoría.
En julio de 2016 firmó un contrato de dos temporadas con el Club Deportivo Mirandés. Fue el máximo goleador del equipo, con nueve goles. A pesar de ello, no pudo evitar el descenso a Segunda División B. De cara a la temporada 2017-18 se unió a la CD Leonesa, que pagó unos 100 000 euros por el vizcaíno. En el equipo leonés no consiguió consolidarse como titular ni anotar ningún gol en los 35 encuentros que disputó. Además, el jugador sufrió su tercer descenso de categoría consecutivo.
En agosto de 2018 se marchó al fútbol polaco para jugar en las filas del Pogoń Szczecin, tras abonar la cláusula de rescisión valorada en unos 70 000 euros. En enero de 2020 se marchó a Grecia a jugar en las filas del Volos NFC. Tras un año en el conjunto heleno se fue a Australia para jugar en el Western United F. C. Allí estuvo unos meses, regresando en julio de 2021 al fútbol español después de firmar por la U. D. Logroñés.
Un año después volvió a emigrar, marchándose a la India para jugar en el F. C. Goa las siguientes dos temporadas. En la primera consiguió trece goles en 23 partidos y, tras la misma, volvió a España después de fichar por el Real Murcia C. F. el 7 de julio de 2023. A mediados de esa campaña regresó al país asiático para completarla en el Mumbai City F. C. La siguiente inició su segunda etapa en el F. C. Goa.

## Clubes
| Club                         | País      | Año       |
| ---------------------------- | --------- | --------- |
| C. D. Basconia               | España    | 2011-2012 |
| Bilbao Athletic              | España    | 2012-2014 |
| C. D. Tenerife               | España    | 2014-2015 |
| Bilbao Athletic              | España    | 2015-2016 |
| C. D. Mirandés               | España    | 2016-2017 |
| Cultural y Deportiva Leonesa | España    | 2017-2018 |
| Pogoń Szczecin               | Polonia   | 2018-2019 |
| Volos N. F. C.               | Grecia    | 2020-2021 |
| Western United F. C.         | Australia | 2021      |
| U. D. Logroñés               | España    | 2021-2022 |
| F. C. Goa                    | India     | 2022-2023 |
| Real Murcia C. F.            | España    | 2023-2024 |
| Mumbai City F. C.            | India     | 2024      |
| F. C. Goa                    | India     | 2024-     |

## Vida personal
Es hermano del futbolista Lander Guarrotxena y sobrino de los exfutbolistas Endika Guarrotxena e Iñaki Vergara.